# Copenhagen Institute
Copenhagen Institute (forkortet med akronymet COIN) er en partipolitisk uafhængig, borgerlig-liberal tænketank med Simon Espersen som daglig leder og Chresten Anderson som konsulent. 
Instituttet blev etableret i august 2003 af Chresten Anderson under navnet Markedscentret. I starten havde man ikke mange midler, men i løbet af foråret 2004 var der sikret finansiering og man flyttede ind i lokaler hos Symbion Science Park. 
Copenhagen Institutes arbejde er rettet mod såvel den generelle politiske debat som den politiske proces. Den er stiftet med inspiration fra bl.a. American Enterprise Institute, Heritage Foundation, Adam Smith Institute og Institute of Economic Affairs.

## Programpunkter/værdier
- Personlig og økonomisk frihed, en begrænset statsmagt
- Privatisering af Folkepensionen
- Private forsikringsordninger på sundhedsområdet.
- Oprettelse af medborgerkonto, i stedet for velfærdsydelser.
- Omlægning og begrænsning af direkte og indirekte offentlig støtte
- Fri konkurrence og frie markeder
- Flad skat

## Ekstern henvisning
- Copenhagen Institutes hjemmeside